# London Southend Airport

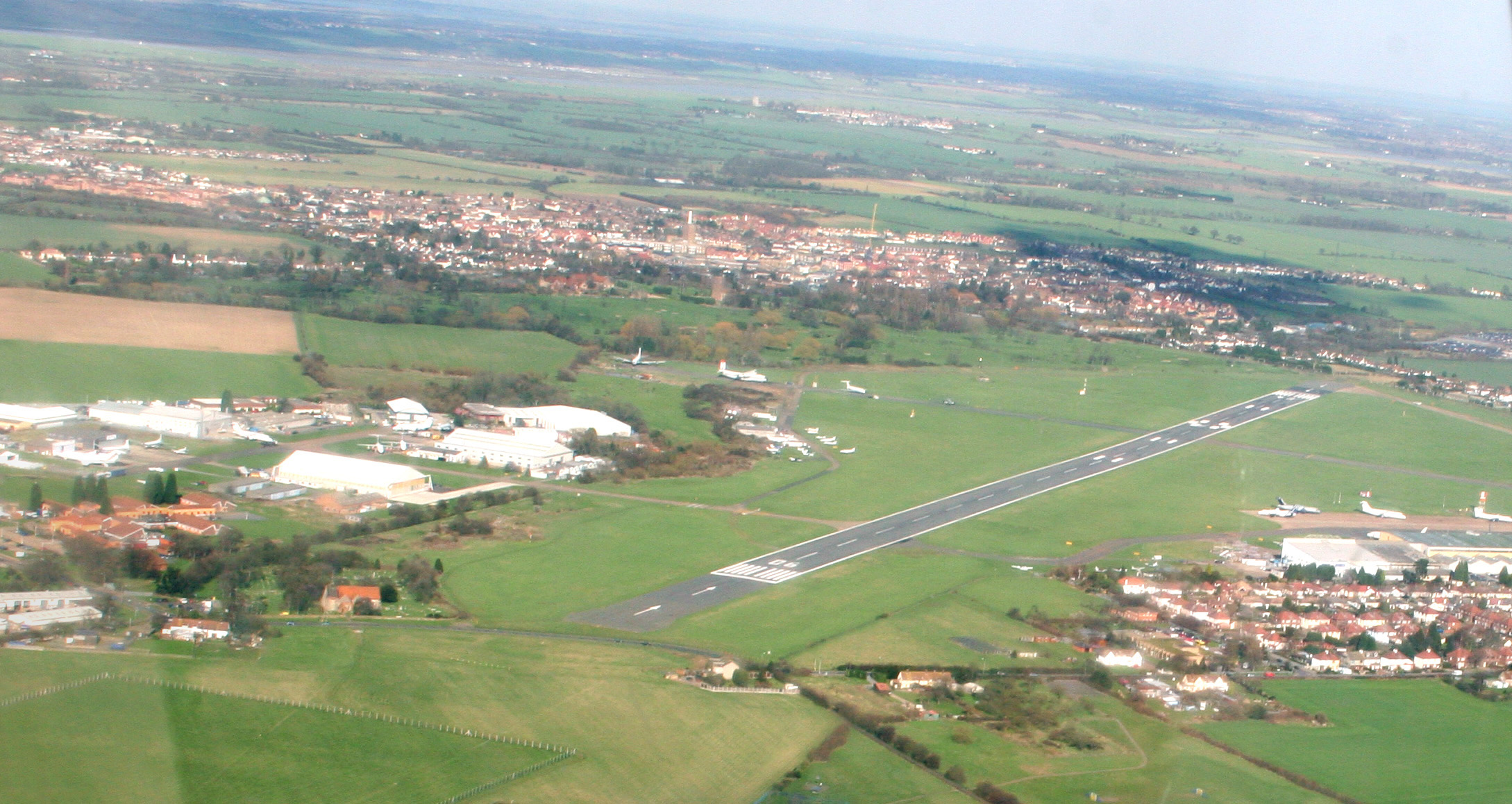
London Southend Airport

London Southend Airport (IATA: SEN, ICAO: EGMC) är en regional flygplats belägen i distriktet Rochford nordost om London, i grevskapet Essex nära Southend-on-Sea. 

## Historia
Flygplatsen började som ett militärt flygfält 1914 och användes som sådant framför allt under andra världskriget. På 1960-talet var flygplatsen den tredje mest trafikerade i London. En ny pendelpendeltågsstation och en ny terminalbyggnad öppnades 2012. År 2016 hade flygplatsen fått en utökad landningsbana. Den 2 april 2019 öppnade Ryanair officiellt sin bas på Southend Airport med tre flygplan och 19 flighter till 14 nya flygplatser, bland annat Alicante, Korfu, Faro och Milano-Bergamo flygplats.

## Trafik
Antal passagerare har ökat från 600.000 år 2012 till 1.000.000 år 2017, vilket dock är mycket färre än de andra flygplatserna kring London. EasyJet var det största flygbolaget 2017. Den relativt korta landningsbanan innebär begränsning av flygplanstyper och flygavstånd (mängd bränsle).